# Ladányi László (sinológus)
Ladányi László (Diósgyőr (Borsod vármegye), 1914. január 14. – Hongkong, 1990. szeptember 23.) jogász, újságíró, sinológus, jezsuita pap. (Kínai neve pinjin átírásban: Lao Dayi; magyar népszerű: Lao Ta-ji; hagyományos kínai: 勞達義 vagy 勞達一; egyszerűsített kínai: 劳达义 vagy 劳达一.)

## Élete és munkássága
Ladányi László a Pázmány Péter Tudományegyetemen jogászként végzett, valamint a Zeneakadémián hegedű szakon zenetanári oklevelet is szerzett.
1936. július 30-án lépett be a jezsuita rendbe, majd 1938-ban missziós szolgálatba Kínába küldték. 1945-ben Sanghajban szentelték pappá. Ezt követően a sanghaji jezsuita egyetem tanáraként folytatott oktatói tevékenységet. 
1949-ben kiutasították Kínából, így Hongkongban telepedett le. 1953-ban megalapította a China News Analysis című, angol nyelvű hetente-kéthetente megjelenő folyóiratot, amelynek hasábjain egészen 1982-ig tájékoztatta a nemzetközi sajtót az aktuális kínai eseményekről és elemezte a politikai fejleményeket. Elsősorban a kínai ügyek szakértőjeként szerzett nemzetközi hírnevet.

## Munkái
- China News Analysis (alapító, szerkesztő; 1953–1982)
- The communist party of China and Marxism, 1921–1985. A self-portrait; Hoover Institution Press, Stanford, 1988 (Hoover Press publication)
- The Law and Legality in China: the testament of a China-watcher (1992)[1]